# Francis Smith Reid
Sir Francis Smith Reid, britanski general, * 1900, † 1979.